# سنجاقک قرمز بزرگ
سنجاقک قرمز بزرگ (نام علمی: Pyrrhosoma nymphula) نام یک گونه از خانواده سنجاقک‌های برکه است.